# Скаха
Скаха (англ. Skaha Lake) — озеро в провинции Британская Колумбия в Канаде. Расположено в долине Оканаган в южной части провинции недалеко от границы США. Одно из средних озёр Канады — площадь 20,1 км². Высота над уровнем моря 338 метров, колебания уровня озера до 0,6 метра. Ледостав с января по февраль. Объём воды — 0,55 км³. Площадь водосборного бассейна — 6090 км². Озеро лежит чуть южнее крупного озера Оканаган весь сток из которого по одноименной реке поступает в озеро Скаха. Между двумя озёрами на северном берегу озера Скаха расположен город Пентиктон, на юго-восточном берегу — Кейлден. Сток из озера на юг по той же реке Оканаган до впадения в реку Колумбия (бассейн Тихого океана).

## Происхождение наименования
Озеро было обозначено как «L.du Chien» (Собачье озеро) на карте Андерсона 1867 года и «Du Chien L.» на картах Тратча 1866 и 1871 годов. Позднее Дог Лейк стало официальным названием озера. В 1930 году озеро было переименовано в Скаха «согласно местному наименованию». Однако индейцы Оканагана в настоящее время не используют слово «скаха» для собаки, это слово обозначает у них «лошадь».